# منتخب الكويت الوطني لكرة اليد الشاطئية
منتخب الكويت لكرة اليد الشاطئية هو المنتخب الوطني لدولة الكويت. يديره اتحاد الكويت لكرة اليد، وهو مشارك في مسابقات كرة اليد الشاطئية الدولية وأول مشاركة له كانت في عام 2004.
عُلّقت عضوية اتحاد الكويت لكرة اليد في الاتحاد الدولي لكرة اليد عام 2015 ومُنع من "الاتصال الرياضي" مع الاتحادات الأعضاء في الاتحاد الدولي لكرة اليد.

## نتائج بطولة العالم
مشاركات المنتخب في بطولة العالم
| سنة     | المركز        |          |
| ------- | ------------- | -------- |
| 2004    | لم يتأهل      | لم يتأهل |
| 2006    | لم يتأهل      | لم يتأهل |
| 2008    | لم يتأهل      | لم يتأهل |
| 2010    | لم يتأهل      | لم يتأهل |
| 2012    | المركز العاشر |          |
| 2014    | لم يتأهل      | لم يتأهل |
| 2016    | لم يتأهل      | لم يتأهل |
| 2018    | لم يتأهل      | لم يتأهل |
| 2020    | لم يتأهل      | لم يتأهل |
| المجموع | 1/9           |          |

## روابط خارجية
- الموقع الرسمي نسخة محفوظة 2015-06-27 على موقع واي باك مشين.
- الملف التعريفي للاتحاد الدولي لكرة اليد